# Склади ВІА Гра
«ВІА Гра» (англ. Nu Virgos, рос. ВИА Гра) — український жіночий поп-гурт. За всю історію колективу змінилося 14 солісток і 18 складів.
За весь час виступів через проєкт пройшло 14 учасниць і всі вони в підсумку так чи інакше пов'язують своє подальше життя з шоу-бізнесом. 
- Альона Вінницька після відходу з гурту почала сольну кар'єру, виконує пісні власного твору в стилі поп-рок.
- Тетяна Найник стала продюсером та учасницею R'n'B-тріо «Maybe».
- Анна Сєдокова після відходу деякий час займалась сім'єю, проте незабаром почала кар'єру телеведучої, співачки та акторки.
- Світлана Лобода після виходу з гурту відразу почала сольну співочу кар'єру, в 2009 році від України брала участь у конкурсі Євробачення, а також пробувала себе в ролі телеведучої.
- Христина Коц-Готліб займається модельним бізнесом.
- Ольга Романовська (Корягіна) 2007 року зняла кліп на пісню «Колискова», але після народження дитини на сцену не повернулася, ставши дизайнером одягу та відкривши свій фірмовий бутік в Одесі.
- Віра Брежнєва зараз є сольною співачкою, телеведучою й акторкою. Меседа Багаудінова 2010 року почала запис дебютного альбому[1].
- Тетяна Котова після відходу почала сольну співочу кар'єру, а також спробувала себе в ролі телеведучої й акторки.

У 2013 році стартував проєкт "Хочу до Віа гри", в якому перемогли Еріка Герцег, Анастасія Кожевнікова та Міша Романова.

## Склади
Жирним шрифтом виділені учасниці так званого «золотого складу», за якого гурт знаходився на піку своєї популярності.
| Період                        | Склад            | Склад                 | Склад              |
| ----------------------------- | ---------------- | --------------------- | ------------------ |
| вересень 2000 — квітень 2002  | Альона Вінницька | Надія Грановська      |                    |
| квітень 2002 — Листопад 2002  | Альона Вінницька | Тетяна Найник         | Ганна Сєдокова     |
| листопад 2002 — січень 2003   | Альона Вінницька | Надія Грановська      | Ганна Сєдокова     |
| січень 2003 — травень 2004    | Віра Брежнєва    | Надія Грановська      | Ганна Сєдокова     |
| травень 2004 — вересень 2004  | Віра Брежнєва    | Надія Грановська      | Світлана Лобода    |
| вересень 2004 — січень 2006   | Віра Брежнєва    | Надія Грановська      | Альбіна Джанабаєва |
| січень 2006 — квітень 2006    | Віра Брежнєва    | Христина Коц-Готліб   | Альбіна Джанабаєва |
| квітень 2006 — квітень 2007   | Віра Брежнєва    | Ольга Романовська     | Альбіна Джанабаєва |
| квітень 2007 — липень 2007    | Віра Брежнєва    | Меседа Багаудінова    | Альбіна Джанабаєва |
| липень 2007 — березень 2008   |                  | Меседа Багаудінова    | Альбіна Джанабаєва |
| березень 2008 — січень 2009   | Тетяна Котова    | Меседа Багаудінова    | Альбіна Джанабаєва |
| січень 2009 — березень 2010   | Тетяна Котова    | Надія Грановська      | Альбіна Джанабаєва |
| березень 2010 — грудень 2011  | Єва Бушміна      | Надія Грановська      | Альбіна Джанабаєва |
| грудень 2011 — жовтень 2013   | Єва Бушміна      | Санта Дімопулос       | Альбіна Джанабаєва |
| Жовтень 2013 — Березень 2018  | Еріка Герцег     | Анастасія Кожевнікова | Міша Романова      |
| Березень 2018 — Вересень 2018 | Еріка Герцег     | Анастасія Кожевнікова | Ольга Меганська    |
| Вересень 2018 — Жовтень 2020  | Еріка Герцег     | Уляна Сінецька        | Ольга Меганська    |
| Жовтень 2020 — по наш час     | Ксенія Попова    | Уляна Сінецька        | Софія Тарасова     |
| Гурт Дмитра Костюка           |                  |                       |                    |
| липень 2013 — жовтень 2013    | Даша Медова      | Даша Ростова          |                    |
| жовтень 2013 — березень 2014  | Даша Медова      | Даша Ростова          | Айна Вільберг      |
| травень 2014 — березень 2015  | Ірина Островська | Даша Ростова          | Олена Толстоногова |

## Тривалість перебування солісток у гурті
| Солістка              | Період перебування в гурті                                                            | Загальний час перебування (колишніх солісток) | Замінила                                                                    |
| --------------------- | ------------------------------------------------------------------------------------- | --------------------------------------------- | --------------------------------------------------------------------------- |
| Альона Вінницька      | вересень 2000 — січень 2003                                                           | 2 роки 4 місяці                               | Віра Брежнєва                                                               |
| Надія Грановська      | вересень 2000 — квітень 2002, вересень 2002 — січень 2006, січень 2009 — грудень 2011 | 7 років 1 місяць                              | 1-й раз: Тетяна Найник 2-й раз: Христина Коц-Готліб 3-й раз Санта Дімопулос |
| Тетяна Найник         | квітень 2002 — листопад 2002                                                          | 8 місяців                                     | Надія Грановська                                                            |
| Ганна Сєдокова        | квітень 2002 — травень 2004                                                           | 2 роки 1 місяць                               | Світлана Лобода                                                             |
| Віра Брежнєва         | січень 2003 — липень 2007                                                             | 4 роки 6 місяців                              | Тетяна Котова                                                               |
| Світлана Лобода       | травень 2004 — вересень 2004                                                          | 4 місяці                                      | Альбіна Джанабаєва                                                          |
| Альбіна Джанабаєва    | Вересень 2004 — Жовтень 2013                                                          | 8 років 1 місяць                              | Міша Романова                                                               |
| Христина Коц-Готліб   | січень 2006 — квітень 2006                                                            | 3 місяці                                      | Ольга Романовська                                                           |
| Ольга Романовська     | квітень 2006 — квітень 2007                                                           | 1 рік                                         | Меседа Багаудінова                                                          |
| Меседа Багаудінова    | квітень 2007 — січень 2009                                                            | 1 рік 9 місяців                               | Надія Грановська                                                            |
| Тетяна Котова         | березень 2008 — березень 2010                                                         | 2 роки                                        | Єва Бушміна                                                                 |
| Єва Бушміна           | Березень 2010 — Жовтень 2013                                                          | 3 рік 7 місяців                               | Еріка Герцег                                                                |
| Санта Дімопулос       | Грудень 2011 —Січень 2013                                                             | 1 рік 1 місяць                                | Анастасія Кожевнікова                                                       |
| Міша Романова         | Жовтень 2013 — Березень 2018                                                          | 4 роки 5 місяців                              | Ольга Меганська                                                             |
| Анастасія Кожевнікова | Жовтень 2013 — Вересень 2018                                                          | 5 років                                       | Уляна Сінецька                                                              |
| Еріка Герцег          | Жовтень 2013 — Жовтень 2020                                                           | 7 років                                       | Ксенія Попова                                                               |
| Ольга Меганська       | Березень 2018 — Жовтень 2020                                                          | 2 роки 7 місяців                              | Софія Тарасова                                                              |
| Гурт Дмитра Костюка   |                                                                                       |                                               |                                                                             |
| Даша Медова           | Липень 2013 — Березень 2014                                                           | 8 місяців                                     | Ірина Островська                                                            |
| Даша Ростова          | Липень 2013 — Березень 2015                                                           | 1 рік 8 місяців                               |                                                                             |
| Айна Вільберг         | Жовтень 2013 — Березень 2014                                                          | 5 місяців                                     | Олена Толстоногова                                                          |
| Олена Толстоногова    | Травень 2014 — Березень 2015                                                          | 10 місяців                                    |                                                                             |
| Ірина Островська      | Травень 2014 — Березень 2015                                                          | 10 місяців                                    |                                                                             |

| Уляна Сінецька | Вересень 2018 |  |  |
| Софія Тарасова | Жовтень 2020  |  |  |
| Ксенія Попова  | Жовтень 2020  |  |  |